# Peperomia pichisensis
Peperomia pichisensis är en pepparväxtart som beskrevs av William Trelease. Peperomia pichisensis ingår i släktet peperomior, och familjen pepparväxter. Inga underarter finns listade i Catalogue of Life.